# Scholtenpad
Het Scholtenpad (SP 1) is een streekpad door de Achterhoek met als middelpunt Winterswijk. Het pad is in 1995 uitgezet als eerste streekpad en bestaat uit een cirkel en vier "spaken". Het pad wordt beheerd door Wandelnet.

## Route
Het pad begint in Winterswijk op de Markt. Vandaar kan men vier kanten op om bij de eigenlijke route te komen. Het pad loopt daarna bijna geheel door het landelijke coulisselandschap van de Achterhoek. Het doet het stadje Bredevoort aan en verder buurtschappen rond Winterswijk zoals Woold, Kotten, Corle, Kotten, Huppel en het dorp Meddo. Daarnaast ook de kerkdorpen Vragender en Lievelde in de gemeente Oost Gelre.

## Naam
De naam verwijst naar de scholtenboeren, die door de adel werden aangesteld. Dit waren in de Middeleeuwen vertegenwoordigers van (in Duitsland wonende) landeigenaren, die toezicht hielden op de horige boeren. Vanaf circa 1600 ontwikkelden zij meer macht, nadat het gebied rond Winterswijk bij Nederland was gevoegd. Doordat bij overlijden van de scholte de boerderij in zijn geheel overging op de oudste zoon, bleef het familiebezit intact. Eerst na de invoering van het Burgerlijk Wetboek in 1838 werd deze vorm van erfrecht gewijzigd. De landgoederen waren in de loop der tijd steeds groter geworden, hetgeen in de vorm van de boerderijen tot uiting kwam: het voorhuis kreeg de vorm van een herenhuis dat dwars voor de oude boerderij werd geplaatst. 

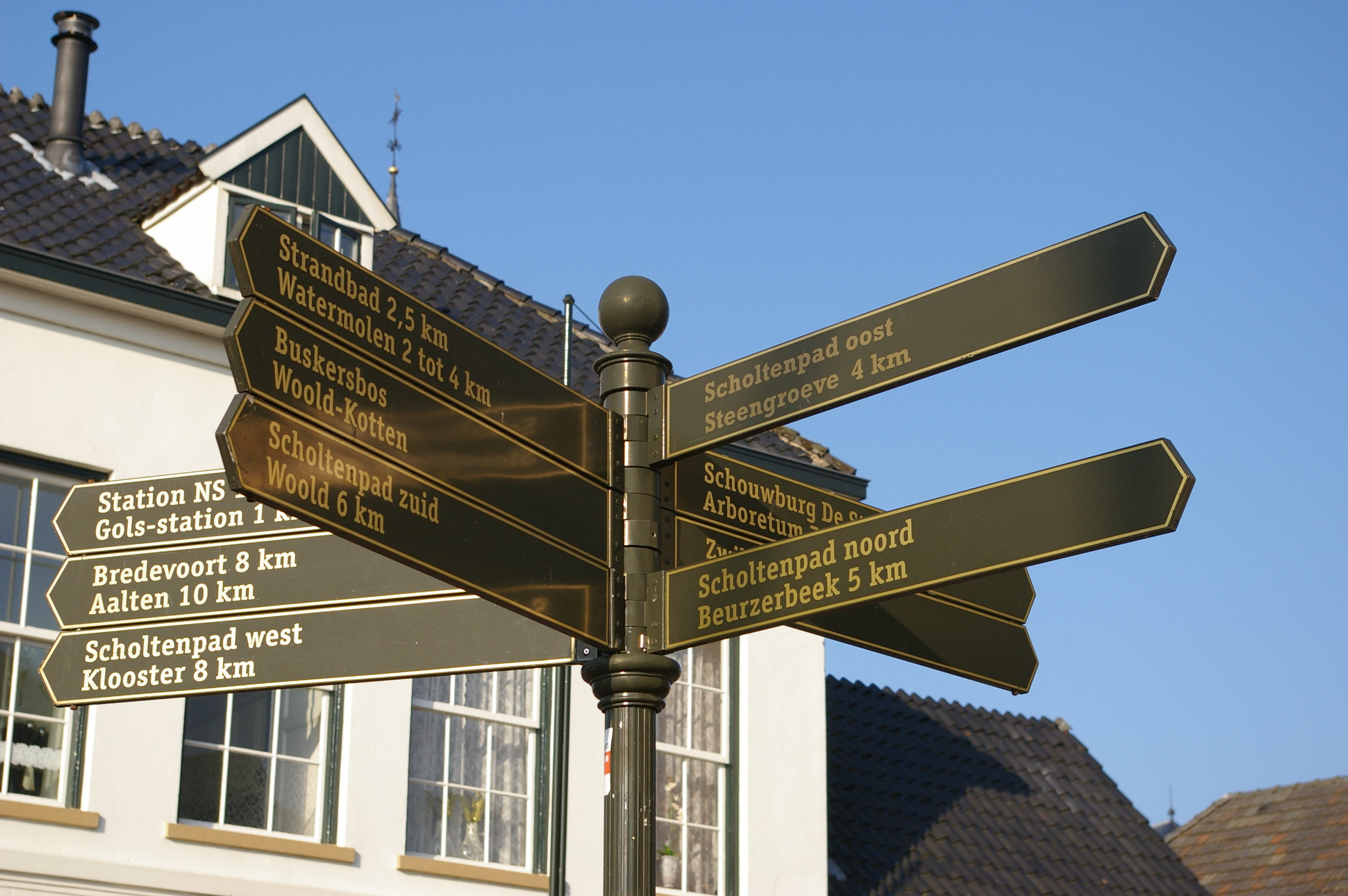
Handwijzer op de Markt in Winterswijk
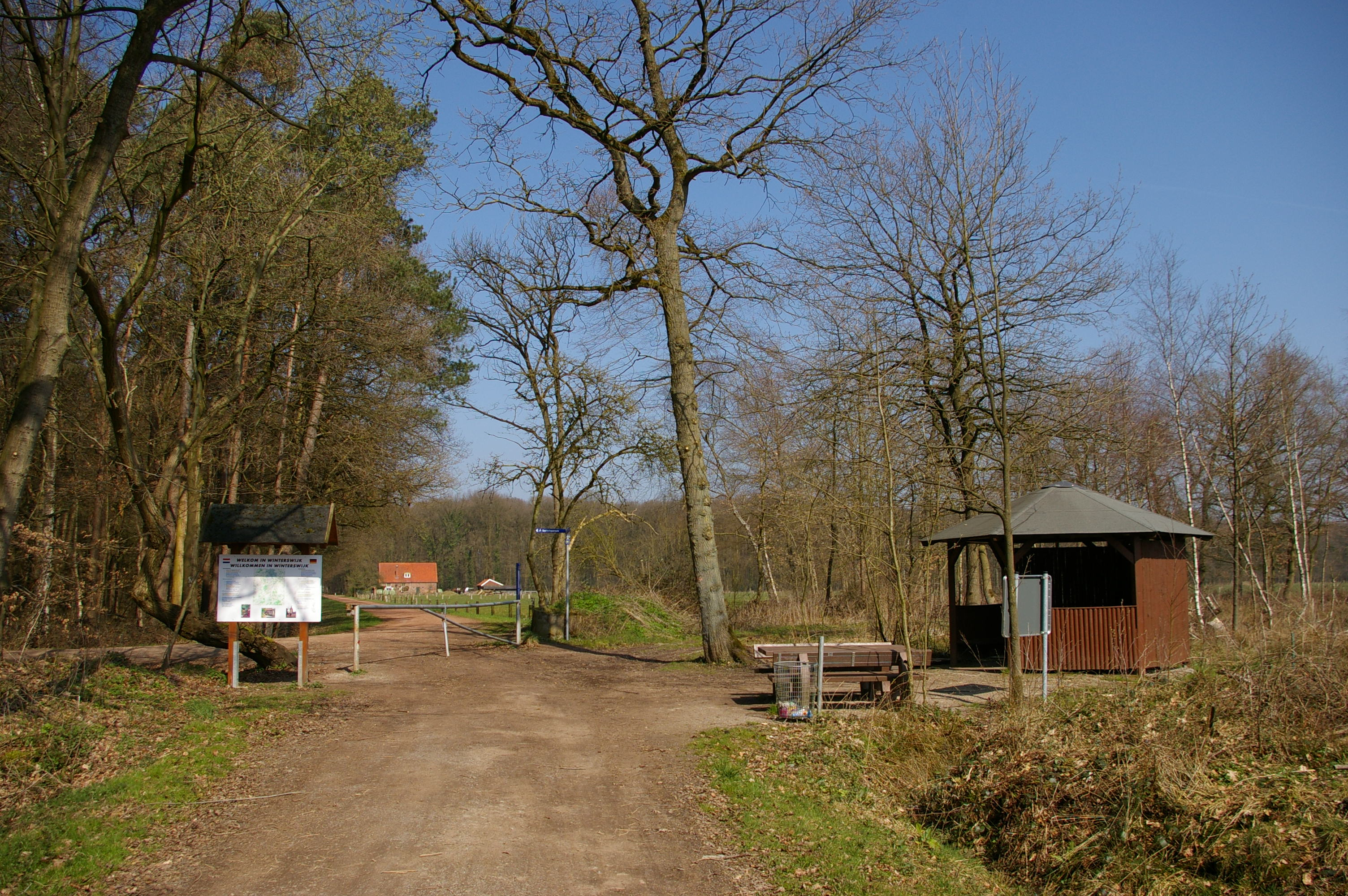
"Groene Grens" ten zuidoosten van Winterswijk
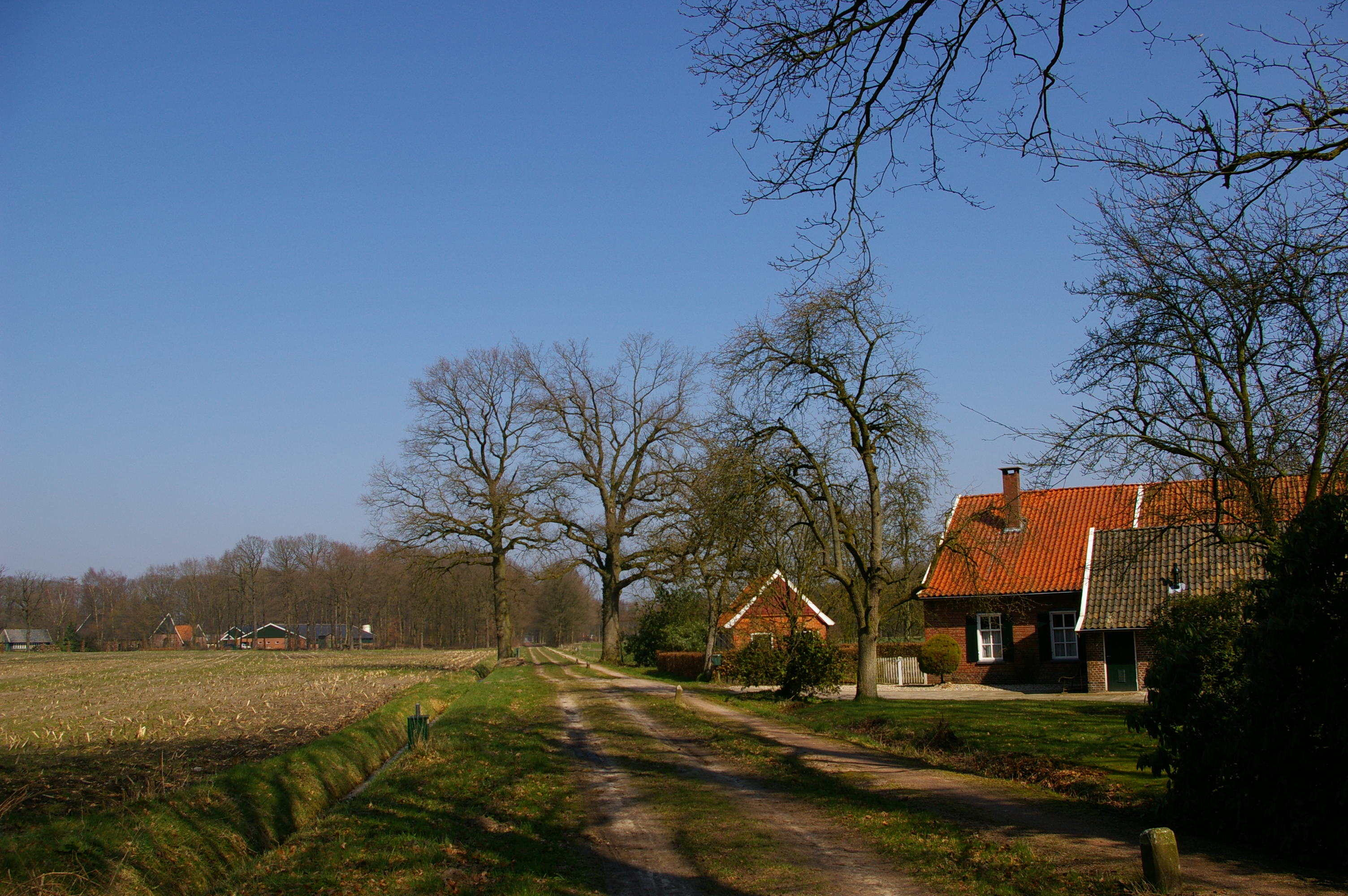
Ten zuiden van Kotten
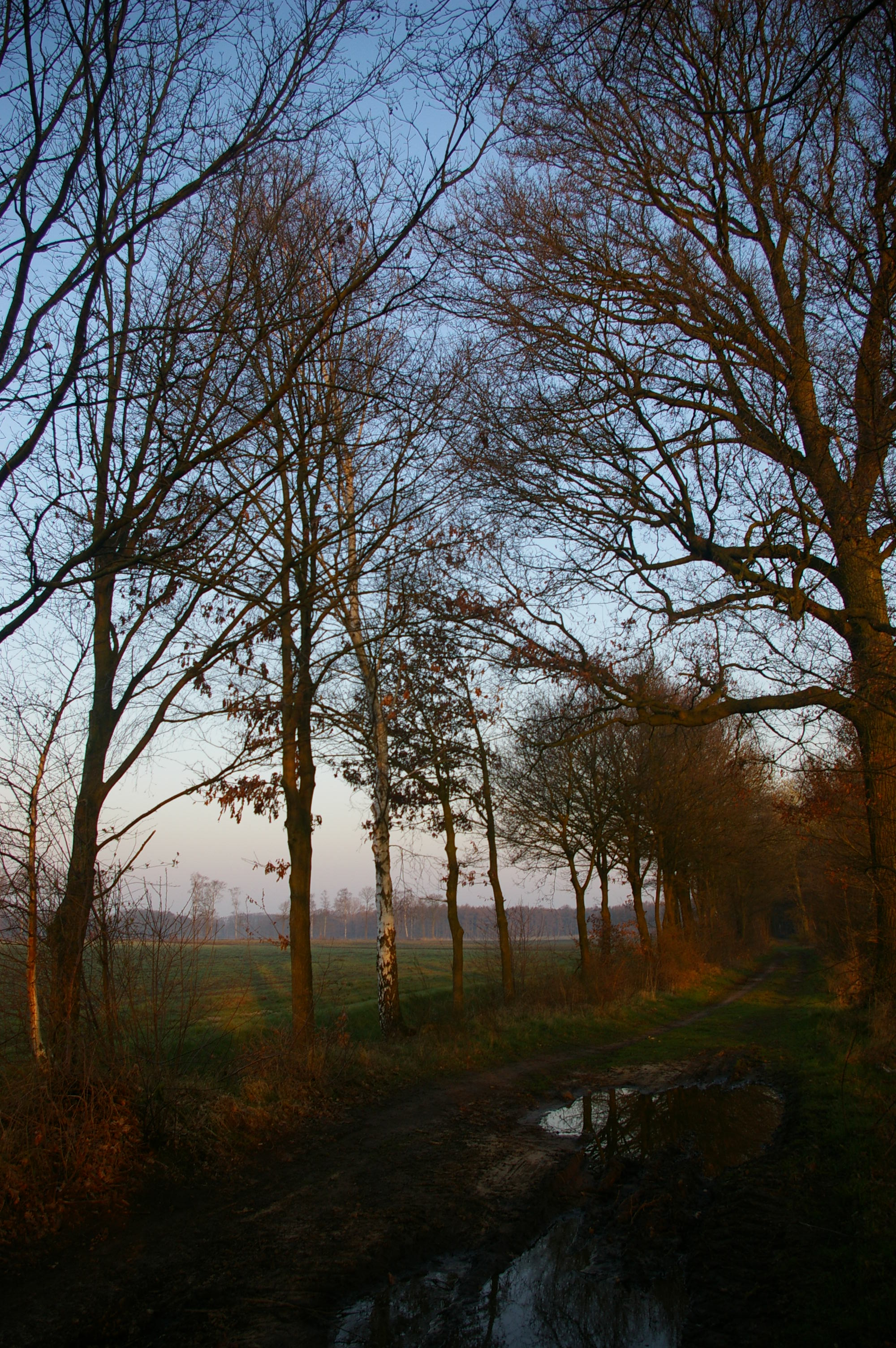
Ochtendstemming bij Kotten
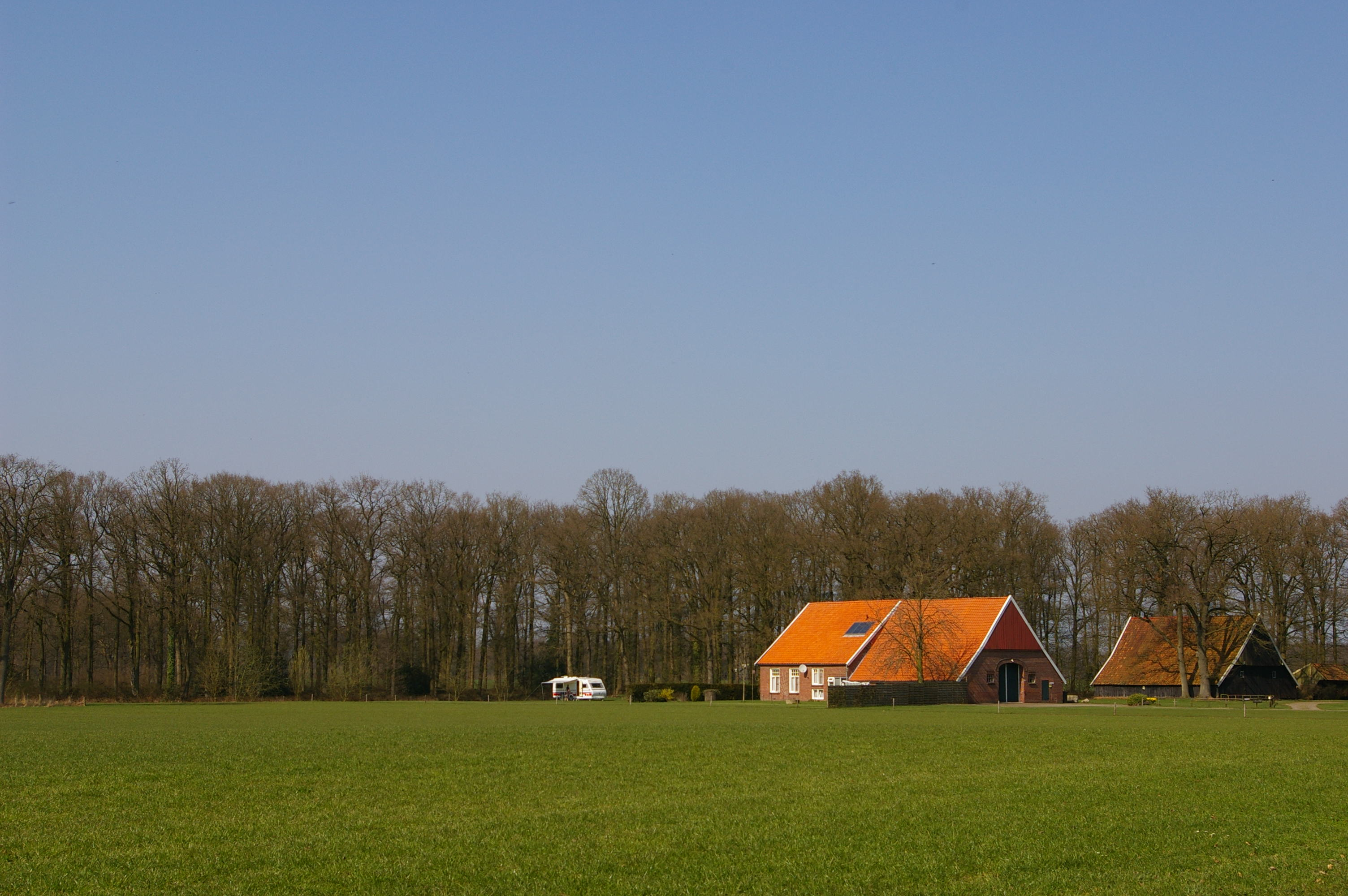
Minicamping bij Meddo